# Andreas Baingo
Andreas Baingo (* 28. November 1950 in Zawadzkie, Polen) ist ein ehemaliger deutscher Fußballspieler sowie späterer Sportjournalist und Buchautor.

## Sportliche Laufbahn
Seine fußballerische Karriere begann Andreas Baingo in Zwickau bei der unterklassigen Betriebssportgemeinschaft (BSG) Motor Süd. 1975 ging er nach Ost-Berlin und schloss sich dem heutigen Traditionsverein 1. FC Union Berlin an. Für die „Eisernen“ lief Baingo in der Spielzeit 1975/76 viermal in der zweitklassigen DDR-Liga auf.
Nach seiner Zeit an der Alten Försterei bestritt er von 1976 bis 1980 ebenfalls in der DDR-Liga 77 Spiele für die BSG Rotation Berlin und kam dabei siebenmal zum Torerfolg. Nach seiner aktiven Zeit war er bei der BSG Rotation Mitglied der Fußballsektionsleitung. 1994 wurde er Geschäftsstellenleiter beim 1. FC Union.

## Berufliche Laufbahn
Am 1. April 1978 begann Baingo als Fußballredakteur beim Deutschen Sportecho. Auch in der fuwo – Der neuen Fußballwoche wurden seine Spielberichte kontinuierlich veröffentlicht. Nach der Wende in der DDR blieb er unter anderem mit Büchern über die Oberliga und die Nationalspieler des DDR-Fußballs publizistisch aktiv und schrieb ebenso für den Berliner Kurier und das kicker Sportmagazin. Im Sportverlag Berlin und für andere Medienunternehmen wie die Edition Temmen war er vor und nach der Wiedervereinigung (Co-)Autor mehrerer Fußballbücher.

## Schriften (Auswahl)
- Dynamo Dresden. Ein Fußballklub stellt sich vor (mit Herbert Heidrich und Rainer Nachtigall). Sportverlag Berlin, Berlin 1987.
- Klub der Hunderter. Fußballprominenz im Nationaltrikot (mit Horst Friedemann und Rainer Nachtigall). Sportverlag Berlin, Berlin 1989.
- Bundesliga '98/'99. Der Fußballsaisonplaner (mit Michael Horn). Sportverlag Berlin, Berlin 1998, ISBN 3-328-00774-1.
- Zauberwelt Fußball. Stars – Rekorde – Sensationen (mit Michael Hohlfeld und Harry Radunz). Sportverlag Berlin, Berlin 1999, ISBN 3-328-00805-5.
- Fußball-Auswahlspieler der DDR. Das Lexikon (mit Michael Hohlfeld). Sportverlag Berlin, Berlin 2000, ISBN 3-328-00875-6.
- Eduard Geyer – Fußball mit Herz und Verstand. Edition Temmen, Bremen 2001, ISBN 3-86108-777-4.
- Geschichte der DDR-Oberliga (mit Michael Horn). Verlag Die Werkstatt, Göttingen 2003, ISBN 3-89533-428-6.
- FC Hansa Rostock. Wir lieben Dich total! Sportverlag Berlin, Berlin 1995, ISBN 3-328-00692-3.